# Gilda Horvath

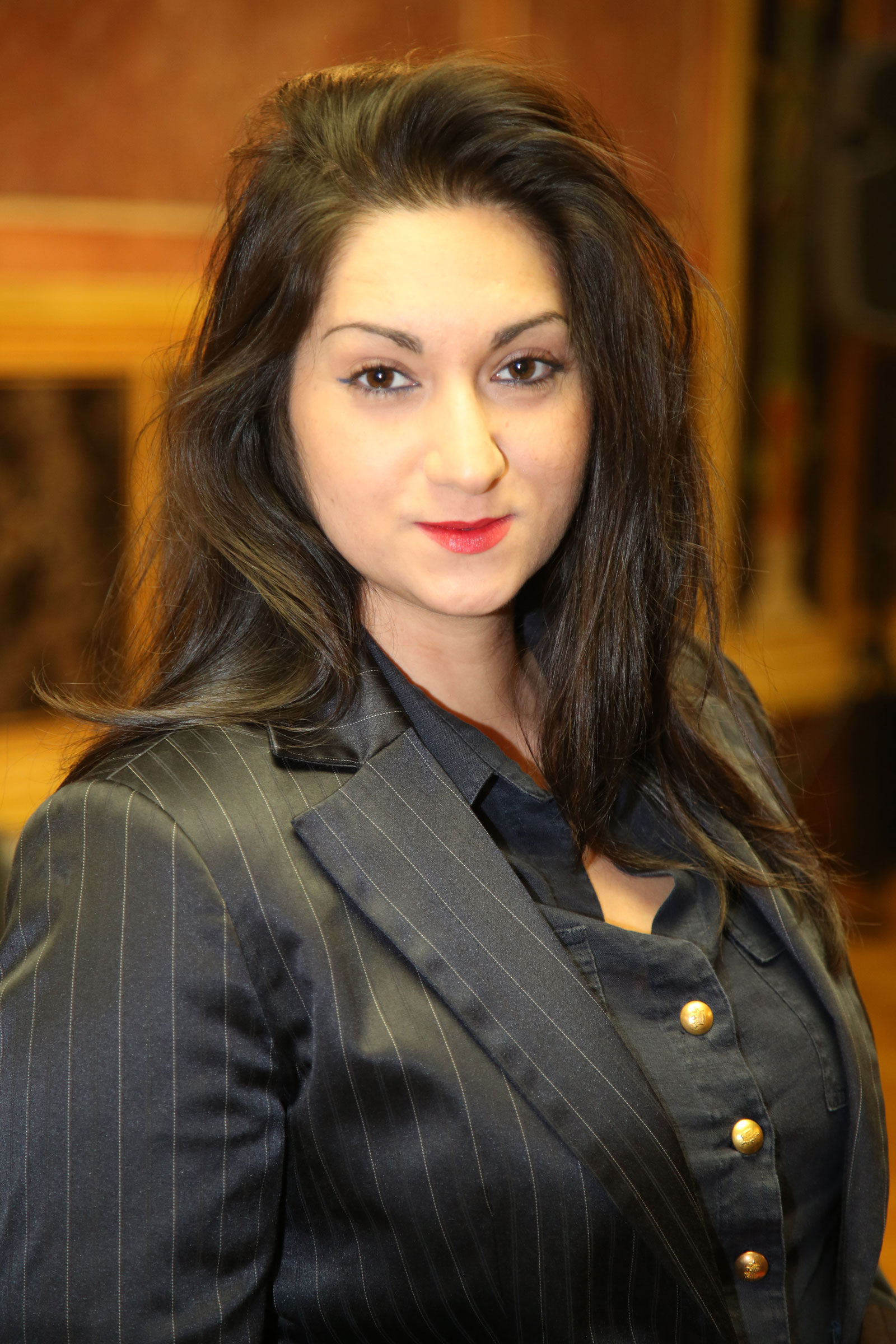
Gilda Horvath (2015)

Gilda-Nancy Horvath (* 1983 in Wien) ist eine österreichische Journalistin. Sie engagiert sich medial und kulturell für die Roma.

## Leben
Gilda-Nancy Horvath gehört der Roma-Gruppe der Lovara an. Sie maturierte an einer Abendschule und studierte Journalismus und Medienmanagement.
Horvath arbeitete von 2006 bis 2015 als Redakteurin bei der Volksgruppenredaktion des ORF. Sie war Moderatorin des viersprachigen Fernsehmagazins von ORF-Burgenland „Servus Szia Zdravo Del tuha“ und gestaltete im Hörfunk Radio Kaktus, eine Sendung der Roma in Österreich. Mit der Videocollage Webrom 2014 – Roma Digital Identities war sie 2015 in der Ausstellung Romane Thana. Orte der Roma und Sinti im Wien Museum beteiligt. Ihre Installation sollte helfen, „das Bild der Roma zu hinterfragen“. Für Gilda Horvath ist der virtuelle Raum des Internet ein Ort der Selbstermächtigung für Sinti und Roma jenseits bestehender Fremdzuschreibungen. 2017 gründete sie das Medienprojekt Romblog, ein digitales Informationsportal „das die Kulturen und Geschichten der Sinti und Roma sichtbar machen will“ und in Kooperation mit dem ORF und Gipsy TV Qualifizierungsworkshops für junge österreichische Roma und Sinti im Bereich „Arbeit mit neuen Medien“ durchführte.
Gilda Horvath schrieb für verschiedene Medien, so für Die Presse, für die Antirassismus-Kolumne der feministischen Zeitschrift Anschläge, die österreichische Straßenzeitung Augustin oder das Online-Magazin für Migrantinnen Migrazine. Sie ist seit 2020 als Autorin für die Deutsche Welle tätig. Im Februar 2021 erschien ihre dreisprachige Porträtserie „Glaso“ (Stimme) auf Deutsch, Englisch und Romani.
Sie gehörte zu den Autorinnen und Interviewerinnen der 2020 veröffentlichten „Studie zum Empowerment von Sinti*ze und Rom*nja“ an der Hochschule Mittweida im Auftrag der Unabhängigen Kommission Antiziganismus des deutschen Bundesinnenministeriums. Weiters ist sie Obfrau der Organisation Lovara-Roma Österreich. Der Verein setzt sich für die Erhaltung und Förderung der Kultur der Lovara-Roma in Österreich ein und tritt gegen jegliche Form von Rassismus, Antiziganismus und Sexismus ein.

## Veröffentlichung
- Gilda Horvath: Wahrnehmung, Wahrsager und Wahrheit. Mediale Roma-Bilder zwischen Mehrheitsgesellschaft und Selbstorganisation, S. 36–40. Wir sind gegen das Wort Zigeuner, S. 81–85. In: Romanistan ist überall, Markierungen im unwegsamen Gelände. Hrsg.: IG Kultur Österreich, Eigenverlag, Wien 2013, ISBN 3-9500544-7-2 (pdf zu Herunterladen auf IG Kultur.at)

## Belege
1. 1 2  Neue Perspektive. Medienprojekt „Romblog.at“, Volksgruppen ORF.at Roma, 12. Juni 2017
2. ↑  Gilda Horvath: Neue „SSZD“-Moderatorin, Burgenland ORF.at, 13. April 2013
3. ↑  Hoffnungsträgerin Gilda Nancy Horvath, Volksgruppen ORF.at Roma (Deutsch), 26. November 2013
4. ↑  Jérôme Segal: Die größte Minderheit Europas, Wiener Zeitung, 22. März 2012
5. ↑  Gilda-Nancy Horvath, Portal weiterschreiben.jetzt
6. ↑  Momcilo Nikolic: Von den Orten der Roma, Wiener Zeitung, 10. Februar 2015
7. ↑  Elke Rauth: Versuch der Normalität. »Romane Thana – Orte der Roma und Sinti«, Ausstellung im Wien Museum, Wien. In: dérive. Zeitschrift für Stadtforschung, N° 59 (April-Juni/2015)
8. ↑  „Machen wir Seife aus Zigeunern“. Gastkommentar von Gilda-Nancy Horvath. Die Presse.com, 19. Oktober 2011
9. ↑  Gilda Horvath: Aufstieg einer Kämpferin. Sandra Selimovic gilt manchen als Wiens selbstbewussteste Romni. In: Augustin, 14. Januar 2009.
10. ↑  Gilda-Nancy Horvath | migrazine. Abgerufen am 1. Juli 2019.
11. ↑  Gilda-Nancy Horvath: Dossier. Glaso - Stimme. Eine Portraitreihe, Deutsche Welle, 3. Februar 2021
12. ↑  Studie zum Empowerment von Sinti*ze und Rom*nja. 2020, pdf zum Herunterladen auf www.romnja-power.de (abgerufen am 15. April 2023)
13. ↑  Verein Lovara Roma Österreich

| Personendaten    | Personendaten                                    |
| ---------------- | ------------------------------------------------ |
| NAME             | Horvath, Gilda                                   |
| ALTERNATIVNAMEN  | Horvath, Gilda-Nancy (vollständiger Name)        |
| KURZBESCHREIBUNG | österreichische Journalistin und Roma-Aktivistin |
| GEBURTSDATUM     | 1983                                             |
| GEBURTSORT       | Wien, Österreich                                 |